# Ř
Het grafeem Ř, ř (R met een haček) wordt gebruikt in het Tsjechische, Silezische en Oppersorbische alfabet.

## Gebruik
In het Tsjechisch wordt de letter gebruikt om een verhoogde alveolaire niet-sonore R aan te geven. De fonetische weergave is: [r̝]. Vaak is deze stemhebbend, maar soms ook stemloos. Deze klank is voor veel niet-Tsjechen moeilijk om uit te spreken. In het Oppersorbisch klinkt de letter als [ʃ], zoals in show, terwijl in het Silezisch de ř als een stemhebbende retroflexe fricatief klinkt. Deze klank wordt in het internationaal fonetisch alfabet weergegeven als [ʐ].

## Weergave op de computer
In HTML kan de hoofdletter Ř met de codes &#344; in decimaal of &#x158; in hexadecimaal worden weergegeven, de onderkast ř met &#345; of &#x159;.